# Polymixis heinrichi
Polymixis heinrichi är en fjärilsart som beskrevs av Karl Schawerda 1938. Polymixis heinrichi ingår i släktet Polymixis och familjen nattflyn. Inga underarter finns listade i Catalogue of Life.